# Skieur Magazine
 (janvier 2023).
 (janvier 2023).
Skieur Magazine est un magazine de ski, créé en 1995 par les Nivéales Médias.

## Historique
En octobre 1995, les éditions Nivéales lancent Skieur magazineconsacré au freeride et au freestyle.
Dès les premières années du magazine, celui-ci est régulièrement complété par le périodique hors-série Skieur Magazine Freestyle , dédié au Freestyle. 
En janvier 2007, Nivéales Médias éditent un magazine complémentaire Skieur Magazine Racing consacré à la compétition de ski alpin. Sa périodicité trisannuelle est réduite à partir de 2016 en une parution annuelle unique.
Depuis 2012, Skieur Magazine est disponible en format numérique sur une application dédiée pour les tablettes et téléphones intelligents.
Un hors-série Neige et Avalanche  est publié en 2014.
En 2020, Skieur Magazine lance Coup de Poudre, un podcast consacré au ski où les athlètes relatent leurs meilleures ou leurs pires expériences de ski. 

## Description
Skieur Magazine se consacre au freeride et au freestyle en traitant des spots de freeride et des stations de ski (un hors-série leur est annuellement consacré) en France et à travers le monde, du matériel de ski, de la technique et d'autres sujets liés.

## Concurrence
Les principaux magazines concurrents sont :
- Ski français jusqu'à sa disparition en 2003
- Ski Magazine (second titre) (créé en 2003) appartenant au même éditeur, les éditions Nivéales depuis 2008
- Ski chrono (créé en 2006) appartenant au Dauphiné libéré